# Mauro Lainez
Mauro Lainez (Villahermosa, Tabasco,  México; 9 de mayo de 1996), es un futbolista mexicano. Juega como volante ofensivo y actualmente es jugador del Mazatlán Fútbol Club de la Primera División de México. Es hermano mayor del jugador de Tigres Diego Lainez.

## Trayectoria

### Inicios y Club de Fútbol Pachuca
Inició en las inferiores del Club de Fútbol Pachuca desde el año 2007, donde comenzó jugando en las categorías inferiores. En junio de 2013 realizó pretemporada con el primer equipo de cara al Apertura 2013, sin embargo por su corta edad no pudo ser registrado con el primer equipo, por lo cual fue enviado a jugar con las categorías Sub-17 y Sub-20.
Para el Apertura 2015, al ser visoriado por Diego Alonso, realizó pretemporada con el equipo y al pasar las pruebas fue registrado con el primer equipo del Pachuca. Debuta en la Copa MX el 19 de agosto de 2015, en la victoria de 4-1 ante Venados Fútbol Club.

### Mineros de Zacatecas
Sin poder debutar en primera división, no entró en planes de Diego Alonso siendo transferible del club, sin poder encontrar equipo en primera división, en diciembre de 2015, se oficializó su traspaso a los Mineros de Zacatecas, en calidad de préstamo por 1 año sin opción a compra.
Debuta profesionalmente el 16 de enero de 2016, en el empate 0-0 ante el Fútbol Club Juárez.

### Club León
El 31 de mayo de 2017 se hizo oficial su fichaje al Club León, convirtiéndose en el primer refuerzo de León de cara al Apertura 2017. El 18 de noviembre de 2017, debuta en primera división en la derrota de 1-2 ante las Chivas. 

### Lobos BUAP
En junio de 2018, se oficializa su fichaje a Lobos BUAP en calidad de préstamo por 1 año con opción a compra. El 29 de julio de 2018, en su segundo partido con la camiseta del club, anota su primer gol en primera división en la victoria del club de 2-0 frente al Tiburones Rojos de Veracruz, en la jornada dos de la Liga MX. El 31 de julio de 2018 es incluido en el “11 ideal” de la liga.

## Estadísticas
Actualizado al último partido jugado el 13 de abril de 2023.
| C. F. Pachuca · México              |               |               |     |    |    |   |   |    |     |    |  |  |  |  |  |  |  |  |  |
| 1.ª                                 | 2015          | 0             | 0   | 3  | 0  | - | - | 3  | 0   |    |  |  |  |  |  |  |  |  |  |
| Total club                          | Total club    | 0             | 0   | 3  | 0  | 0 | 0 | 3  | 0   |    |  |  |  |  |  |  |  |  |  |
| C. D. Mineros · México              |               |               |     |    |    |   |   |    |     |    |  |  |  |  |  |  |  |  |  |
| 2.ª                                 | 2016          | 13            | 0   | 4  | 1  | - | - | 17 | 1   |    |  |  |  |  |  |  |  |  |  |
| 2.ª                                 | 2016-17       | 35            | 1   | 9  | 0  | - | - | 44 | 1   |    |  |  |  |  |  |  |  |  |  |
| Total club                          | Total club    | 48            | 1   | 13 | 1  | 0 | 0 | 61 | 2   |    |  |  |  |  |  |  |  |  |  |
| C. León · México                    |               |               |     |    |    |   |   |    |     |    |  |  |  |  |  |  |  |  |  |
| 1.ª                                 | 2017-18       | 2             | 0   | 3  | 0  | - | - | 5  | 0   |    |  |  |  |  |  |  |  |  |  |
| Total club                          | Total club    | 2             | 0   | 3  | 0  | 0 | 0 | 5  | 0   |    |  |  |  |  |  |  |  |  |  |
| C. F. Lobos BUAP · México           |               |               |     |    |    |   |   |    |     |    |  |  |  |  |  |  |  |  |  |
| 1.ª                                 | 2018-19       | 27            | 4   | 4  | 0  | - | - | 31 | 4   |    |  |  |  |  |  |  |  |  |  |
| Total club                          | Total club    | 27            | 4   | 4  | 0  | 0 | 0 | 31 | 4   |    |  |  |  |  |  |  |  |  |  |
| C. Tijuana · México                 |               |               |     |    |    |   |   |    |     |    |  |  |  |  |  |  |  |  |  |
| 1.ª                                 | 2019-20       | 23            | 3   | 5  | 0  | - | - | 28 | 3   |    |  |  |  |  |  |  |  |  |  |
| 1.ª                                 | 2020          | 14            | 0   | 2  | 0  | - | - | 16 | 0   |    |  |  |  |  |  |  |  |  |  |
| Total club                          | Total club    | 37            | 3   | 7  | 0  | 0 | 0 | 44 | 3   |    |  |  |  |  |  |  |  |  |  |
| C. América · México                 |               |               |     |    |    |   |   |    |     |    |  |  |  |  |  |  |  |  |  |
| 1.ª                                 | 2021          | 19            | 1   | -  | -  | 4 | 0 | 23 | 1   |    |  |  |  |  |  |  |  |  |  |
| 1.ª                                 | 2021-22       | 25            | 1   | -  | -  | 2 | 0 | 27 | 1   |    |  |  |  |  |  |  |  |  |  |
| Total club                          | Total club    | 44            | 2   | 0  | 0  | 6 | 0 | 50 | 2   |    |  |  |  |  |  |  |  |  |  |
| F. C. Juárez · México               |               |               |     |    |    |   |   |    |     |    |  |  |  |  |  |  |  |  |  |
| 1.ª                                 | 2022-23       | 26            | 1   | -  | -  | - | - | 26 | 1   |    |  |  |  |  |  |  |  |  |  |
| Total club                          | Total club    | 26            | 1   | 0  | 0  | 0 | 0 | 26 | 1   |    |  |  |  |  |  |  |  |  |  |
| Total carrera                       | Total carrera | Total carrera | 184 | 11 | 30 | 1 | 6 | 0  | 220 | 12 |  |  |  |  |  |  |  |  |  |
| (1)Incluye datos de la Copa México. |               |               |     |    |    |   |   |    |     |    |  |  |  |  |  |  |  |  |  |

## Selección nacional

### Sub-22
En 2019 Lainez fue incluido en la lista de jugadores que representaran a México en el  Torneo de Fútbol Masculino de los Juegos Panamericanos de 2019.

### Participaciones en selección nacional
| Torneo                              | Categoría                           | Sede                                | Resultado                           | Partidos | Goles |
| ----------------------------------- | ----------------------------------- | ----------------------------------- | ----------------------------------- | -------- | ----- |
| Juegos Panamericanos 2019           | Sub-22                              | Perú                                | Bronce                              | 0        | 0     |
| Total parcial en selección nacional | Total parcial en selección nacional | Total parcial en selección nacional | Total parcial en selección nacional | 0        | 0     |

## Palmarés

### Títulos nacionales
| Título               | Club         | País   | Año     |
| -------------------- | ------------ | ------ | ------- |
| Primera División     | Club América | México | 2023    |
| Primera División     | Club América | México | 2024    |
| Campeón de Campeones | Club América | México | 2023-24 |